# Weekend Players
Weekend Players er en britisk electronica-gruppe fra England.
Deres største hits er "21st Century" og "Into The Sun".
| Musikgruppe | Spire Denne artikel om en britisk musikgruppe er en spire som bør udbygges. Du er velkommen til at hjælpe Wikipedia ved at udvide den. |